# 4028 Pancratz
A 4028 Pancratz (ideiglenes jelöléssel 1982 DV2) a Naprendszer kisbolygóövében található aszteroida. Laurence G. Taff fedezte fel 1982. február 18-án.